# Luzius Rüedi
Luzius Rüedi, švicarski hokejist, * 12. junij 1900, Thusis, Švica, † 19. julij 1993, Zürich, Švica. 
Rüedi je bil hokejist švicarske reprezentance, s katero je nastopil na Zimskih olimpijskih igrah 1928, kjer je osvojil bronasto medaljo.